# 東村 (島根県)
東村（ひがしむら）は、島根県簸川郡にあった村。現在の出雲市鹿園寺町、園町、小境町にあたる。

## 地理
- 湖沼：宍道湖[1]
- 河川：境川[1]、鹿園寺川[2]、小境川[3]、胡摩谷川[3]

## 歴史
- 1889年（明治22年）4月1日、町村制の施行により、楯縫郡鹿園寺村、園村、小境村が合併して村制施行し、東村が発足[4][5]。
- 1896年（明治29年）4月1日、郡の統合により簸川郡に所属[5]。
- 1951年（昭和26年）4月1日、簸川郡平田町、灘分村、国富村、鰐淵村、西田村、久多美村、檜山村と合併して平田町が存続し廃止された[4][5]。

### 地名の由来
楯縫郡の東端に位置していたことによる。

## 産業
- 木綿、その後、ワラ製品と畳表[4]。